# Пастельняк Леонід Пантелеймонович
Пастельняк Леонід Пантелеймонович (1910–1978) — співробітник НКВС-НКДБ, заступник начальника УМГБ Київської області з березня 1947 року по 08 жовтня 1952 року, брав активну участь в організації та ліквідації формувань ОУН на території Станіславської області в період 1944–1946 рр. Заступник начальника УББ НКВД-МВС УРСР з 1 січня 1946 року по березень 1947 року.
Нагороджений Указом Президії Верховної Ради СРСР від 29 жовтня 1948 «за успішне виконання спеціального завдання Уряду» по боротьбі з націоналістичним підпіллям в Західній Україні.
Брат розвідника Павла Пастельняка.

## Біографія
Народився в сім'ї селянина (батько убитий в 1920). Українець. У компартії з квітня 1939 року.
Освіта: робітфак при Харківському геодезичному інституті (вересень 1929 — вересень 1932); Інженерно-економічний інститут, Москва (вересень 1933 — березень 1938).
Секретар сільради села Червоний Оскіл (березень 1927 — вересень 1929); інструктор Центральної ради Товариства пролетарського туризму, Москва (вересень 1932 — вересень 1933).

## В органах НКВС-НКГБ-МДБ-МВД
- слухач ЦШ НКВС СРСР (березень 1938 — січень 1939);
- слідчий слідчої частини НКВС СРСР (січень-вересень 1939);
- заступник начальника відділу УНКВС Станіславської обл. (вересень 1939 — червень 1941);
- начальник відділення опергрупи НКВС УРСР (червень 1941-вересень 1942);
- начальник 3 відділення КРО УНКВС Саратовської обл. (30 листопада 1942 — травень 1943);
- заступник начальника відділу УНКВС Саратовської обл. (травень 1943 — вересень 1943);
- заступник начальника відділу, начальник відділу УНКВС Дніпропетровської обл. (вересень 1943 — 1 січня 1946);
- начальник 1 відділу і заступник начальника УББ НКВД-МВС УРСР (1 січня 1946 — березень 1947);
- заступник начальника УМДБ Київської обл. (березень 1947 — 8 жовтня 1952);
- заступник начальника УМДБ Кіровоградської обл. (8 жовтня 1952 — березень 1953);
- заступник начальника УМВС Кіровоградської обл. (27 травня — 11 червня 1953);
- начальник УМВС Миколаївської обл. (11 червня — 21 вересня 1953);
- заступник начальника УМВС Миколаївської обл. (21 вересня 1953 — 16 липня 1954);
- начальник УМВС Миколаївської обл. (16 липня 1954 — квітень 1960).

Пенсіонер, Миколаїв (квітень 1960 — листопад 1976), Дніпропетровськ (з 11.1976).

## Звання
- молодший лейтенант державної безпеки (25 лютого 1939);
- лейтенант державної безпеки (31 березня 1939);
- старший лейтенант;
- підполковник (до травня 1953);
- полковник (1953).

## Нагороди
- 2 ордени Вітчизняної війни 1 ступеня (10 квітня 1945, 29 жовтня 1948);
- орден Червоної Зірки (5 листопада 1954);
- 5 медалей;
- знак «Заслужений працівник НКВС» (13 січня 1947).